# 君色花音
君色 花音（きみいろ かのん、1998年9月13日 - ）は、日本のAV女優。

## 略歴
2017年2月、アイデアポケット専属女優としてAVデビュー。
2018年2月、ARROWSに所属事務所を移籍して「君色華奈（きみいろ かな）」に改名。
2018年8月10日、橋本ありなと桐谷まつりとの3人によるアイドルユニット「un panopticon girl（アン・パノプティコンガール）」の結成が発表され、同年10月3日にMILKY POP GENERATIONレーベルからCDデビューするが、11月16日にグループを脱退し、合わせてAV女優の活動を休止。
2019年5月、「涼美ほのか（すずみ  ほのか）」に改名。バンビプロモーションに所属し、AV女優としての活動を再開。
2021年12月18日を最後にTwitterの更新がなく、2022年3月時点でバンビプロモーションの所属モデルの一覧にも載っていない。

## 人物
神奈川県出身。
趣味はサウナ、特技は水泳。
初体験は16歳の高校1年の時で、2歳上の地元の先輩と大型スーパーの男子トイレの個室で。デビュー前の経験人数は4人。
AV女優となったきっかけは、ツイッターで知った明日花キララを可愛いと思い、自分もAV女優になりたいと思っていた時にスカウトされた。

## 出演作品

### アダルトDVD
- 新人 FIRST IMPRESSION 111 つい最近までガチ女子校生! 只者ではないエロテク! 18歳 超美少女AVデビュー（2月13日、アイデアポケット）
- 学校でしようよ! 吹奏楽部でまじめな花音だっていっぱいHしたいの!（3月7日、アイデアポケット）
- 僕と花音の甘〜い同棲性活 ボクを好き過ぎる花音とのイチャイチャ同棲までのHな軌跡（4月19日、アイデアポケット）
- スポコスで激ピストン! 締まった腹筋! 超スリムスレンダーBODY!×超厳選ヌけるスポーツコスプレ!×こだわりのフェチアングル!（5月13日、アイデアポケット）
- ついついおしゃぶりが過ぎちゃう! 敏感おもらし美少女フェラメイド（6月13日、アイデアポケット）
- 15年前に生き別れた妹とソープランドで再会（7月19日、アイデアポケット）共演:琴沖華凛
- 処女をこじらせたエッチに興味津々な妹がディルドで激しくオナニーしているところを目撃してしまった僕。「我慢できないよ〜エッチしたい!!」発情しきった妹にお願いされ、チ○ポをディルド代わりにされてしまい…（9月1日、DOC）他出演:森川ひな、月乃まこ
- 顔出し!女子大生限定 ザ・マジックミラー 徹底検証! リア友の素人大学生が2人っきりの密室内で初めての相互オナニー 3 恋人にも見せたことのない公開オナニーで火照り出した友達を間近で見てしまった2人は友情よりも性欲を選びSEXをしてしまうのか? in 池袋（9月7日、ディープス）※「あきこ」名義　他出演:みな、るみ、ふじこ、まりあ、まりか
- 痴漢冤罪報復 -性悪不良JK3人を肉棒陵辱-（9月15日、DOC）共演:冴木エリカ、紺野ひかる
- 華奢ガリスレンダーな激キャワ天使はいつでもキメパコ中出しさせてくれる僕だけのオナペット（9月19日、チキチキカマー）
- キャッ、エッチな風! いつも見かける女子高生のスカートがフワリと捲れてパンチラが見えた。でも彼女と目が合って、マズイと思ったら、恥ずかしそうな顔で「私のお家にくる?」とまさかの展開だ。（9月21日、SWITCH）
- 若妻の匂い それから…（10月6日、光夜蝶）
- 潔癖症で童貞の僕を見下してる姉にイカ臭いアレの臭いでイタズラ。メチャクチャ怒られると思っていたのに、ドエロスイッチが入って僕の童貞を筆おろしされてしまった件（10月6日、NON）他出演:関根奈美、香苗レノン、藤川れいな、悠月アイシャ、新尾きり子
- 友カノの寝取り顔を黙って売ってます（10月6日、NON）
- ベロチュウ好きの君色花音の濃厚舐めまくりセックチュウ〜♥（10月13日、HERO）
- ウブな女子大生限定! 初めての拘束電マ体験(改造玩具スーパー振動電マ) 衝撃的快感に泣き出すシロウト娘続出! その快楽状態なら流れで中出しSEXまで出来ちゃう!?（10月13日、ナンパJAPAN）※「けいこ」名義　他出演:ゆう、そら、ひな
- コンドームなしでエッチな状況になったらどうなるのかをモニタリング ずっと片思いだったクラスメイトに告白! 「ゴムを付けないと赤ちゃんが出来ちゃうって先生が言ってたよ…」 女子○生の抱きつきエッチに発射してもマ○コの中でずっと勃起! 生ハメ生中出し21連発!（10月19日、SODクリエイト）※「かなこ」名義　他出演:さくら、みゆき、あかり
- 跳び箱の中から覗けば彼女は クラスで一番可愛いあのコが体育倉庫で発情!学年で一番モテない僕の身体をむさぼり犯すなんて。（10月19日、ドグマ）
- 【過激注意】 帰宅部JKは運動不足!? 極太ディルド×ロデオマシーンでガクガク騎乗位まんイキ放題（10月20日、プレステージ）※「あおい」名義　他出演:ちひろ、れな、かなえ、まき、あきこ
- 100%完全ガチ交渉!噂の素人激カワ看板娘×PRESTIGE PREMIUM 07（10月27日、プレステージ）※「カノン」名義　他出演:美谷朱里、るり、
- 美少女はちょっとスケベなくらいがちょうどいい。身も心も素直な女の子のSEX事情（11月1日、S-Cute）他出演:佐々木ひな、星咲伶美、大原すず、唯川希、宮沢ゆかり
- ブルマ穿いてるから全然恥ずかしくないもんね。もっと見る? 4 体操着を着せて青春思い出しエッチ! スカートの下はパンチラ防止のブルマだったけど、逆に大興奮してしまった。（11月2日、SWITCH）共演:さくらみゆき ほか
- メイド服にブルマがよく似合うショートカット美女のプルンと主張する微乳と突き出しながらご奉仕するプリ尻 メイドブルマ（11月3日、h.m.p）
- 男壊世代（11月3日、光夜蝶）
- 有名コスプレイヤー撮影開始でまさかの即ズボっ! 媚薬飲まされ種付け寝取りでアヘ顔ピース （11月3日、NON）
- 素人ナンパ 新宿で声をかけたカップルのように見える仲良し兄妹がラップ1枚隔てて素股体験（11月16日、アイエナジー）他出演:明海こう ほか
- 帰省して久々に会った妹と親には内緒の近親相姦中出し性交（11月24日、TMA）
- お父さんに犯されたい（11月24日、REAL）
- 超 振動ローター三輪車レース 2（11月25日、はじめ企画）※「あかね」名義　共演:あみ　他出演:りお、まお、みほ、みき
- 私、脅迫されてます 生真面目パート妻、孕ませ奴隷堕ち。（12月1日、光夜蝶）※「花音」名義
- 接吻好きの若妻の濃厚ご奉仕セックス♪（12月1日、NON）※「かのん」名義　他出演:さや
- ウエストのくびれがよくわかる立ちバックで中出しをせがむノーブラ微乳女子校生。（12月1日、無垢）※「かのん」名義
- マジックミラー号 「スポーツ女子は締りが良い!?」 腹筋陸上部女子が膣圧測定! キツキツマ○コはチ○ポを受け入れ 真正中出し吸引発射!!（12月7日、SODクリエイト）他出演:藤波さとり、早川瑞希、関根奈美
- 制服のまま無防備な格好でコタツで寝ている妹のムレムレパンツに兄コーフン! ガマンできず周りにバレないようこっそり近親相姦!（12月7日、アイエナジー）他出演:七海ゆあ、明海こう ほか
- センズリ鑑賞会 29 恥じらい素人娘に見せつけちゃいました（12月10日、ホットエンターテイメント）他出演:唯川希、成海さやか、悠月アイシャ ほか
- 等身大の天使 しなやかで瑞々しい美人の素のセックス（12月13日、S-Cute）他出演:七瀬萌、桜木エリナ、輝月あんり、香苗レノン
- そんなに見たいなら見せてあげる! 女子校生は顔騎が大好き。 妹の友達が遊びに来てパンチラしまくりで、ジッと見てたら、ニヤニヤ見つめてきて女子校生のお尻に顔を埋めさせられた。（12月21日、SWITCH）共演:枢木あおい ほか
- パパ活女子●生 危険過ぎるナマ性交生中出し（12月22日、宇宙企画）

- ボクの事を昔イジメていたヤンキー娘が美人妻になって健全なマッサージ店で性的サービスをしている情報を入手、それをネタに復讐ついでに中出しまでした件。 9（1月1日、変態紳士倶楽部）他出演:荒木まい、水川かえで
- 五●田にある美人揃いで有名なイメクラに盗撮メガネをかけて潜入。手コキだけのお店のはずなのにフェラやパイズリまでしてもらえた理由（1月1日、変態紳士倶楽部）他出演:香椎りあ、上原花恋、水川かえで、並木杏梨、荒木まい、あかり美来、菅野真弓 ほか
- 父が再婚した相手は 毎日オナニーするほど性欲旺盛な母・娘 僕が童貞だと知った日から連日のように母娘で僕を誘惑し身体を絡めて何度も…（1月5日、DOC）※「かな」名義　共演:あかり　他出演:かなこ、めぐみ
- 年頃の娘に汚物扱いされた私は父の威厳を保つ為に説教をしているとなぜかエロ話に…幼いと思っていた娘のあまり有るテクニックで、父の威厳を保てなかった件。（1月5日、NON）他出演:春菜はな、愛乃はるか、杏璃さや、峰ゆり香
- 「許して下さい…」 必死になって謝罪する女たちの土下座尻にバックからチ○ポをねじ込む高速激ピストン生ハメ制裁中出し!（1月5日、OFFICE K'S）共演:矢澤美々、山川ゆな　他出演:南涼、藍川美夏
- 満員電車で接吻挑発されちゃって…（1月5日、OFFICE K'S）他出演:さくらみゆき、山川ゆな、愛里るい、矢澤美々、黒木いくみ、蓮実クレア
- あなたの初ヘアヌード撮らせてください 3（1月5日、OFFICE K'S）他出演:白金れい奈、藤本紫媛、藍川美夏、南涼、川越ゆい、矢澤美々、山川ゆな、愛里るい、さくらみゆき
- 祝成人! ぶっかけリクルートスーツ 女子短大生 かのん20歳 清楚ビッチ! #03（1月7日、下半身タイガース）
- 修学旅行で女子のお風呂を覗いたら…憧れのあの子のおっぱい陰毛丸見え!生ま●こもチラ見え!!バレそうになって失神したフリをしたら、心配した女子たちが恥ずかしそうに人工呼吸!!赤面発情した女子達ととっかえひっかえ生中出しSEX!!（1月12日、SCOOP）共演:あおいれな ほか
- 引き締まった美体があまりに敏感な美少女のSEX事情（1月13日、S-Cute）他出演:ななせ麻衣、四ツ葉うらら、音ノ木さくら、関根奈美、七瀬萌
- パンチラ見てたら挑発オナニーしてきたドスケベな小悪魔美少女たち（1月19日、OFFICE K'S）他出演:山川ゆな、愛里るい、矢澤美々、さくらみゆき、川越ゆい
- J● ぬるぬるオ●ンコディルドオナニー 8（1月19日、OFFICE K'S）他出演:愛里るい、矢澤美々、山川ゆな、さくらみゆき
- 勃起したチ○ポを見せつけられて興奮しちゃった素人娘 vol.3（1月19日、OFFICE K'S）他出演:天野弥生、橋下まこ、成海さやか、川越ゆい、愛里るい
- 歯並びキレイな“歯科衛生士のたまご”限定 「チ○ポ汁が歯石除去に効果的!?」 初めての“歯磨きフェラ”で精子が泡立つほどのグチュグチュ口内射精!!（1月25日、SODクリエイト）他出演:向井藍、小谷みのり、明海こう、宮沢ちはる、美咲ヒカル、七海ゆあ、秋吉花音、苑田あゆり、藤川れいな
- 女子○生5人が僕の家に遊びに来て、勝手にパンチラ見せてきて誘惑してくる。 弟のクラスメイトたちは、みんなカワイイ顔して、実は愛あるエッチが大好きなお年頃!!（1月25日、SWITCH）共演:椎名そら、星咲伶美、宮崎あや、七海ゆあ
- マジックミラー号ハードボイルド 1秒に19回の激ピスマシンバイブで人生初のポルチオイキを体験して潮を吹きまくった彼女さんはデート中の彼氏を裏切ってデカマラを自分から挿入してしまうのか!?（1月25日、サディスティックヴィレッジ）他出演:池上まひろ、天海こころ、葉月もえ、桐山結羽
- 結婚式の二次会で婚活に焦っているMっぽいアラサー女性を一流企業の名刺を使ってナンパお持ち帰り。 2（2月1日、変態紳士倶楽部）共演:三原ほのか
- 温泉大好き女子大生の皆さん! 彼女いない歴35年の童貞君と密着混浴してくれませんか? タオル一枚女体観察からの、全身湯しずく舐めとり&たわし洗い&あわあわ素股、夢の赤面プレイ全部盛り筆おろし!（2月9日、S級素人）他出演:星奈あい、佐倉ねね、佐々波綾
- 120%リアルガチ軟派伝説 vol.57 in 八王子（2月16日、プレステージ）他出演:徳永れい、星奈あい
- SEXの逸材。 VOL.11 ドスケベ素人の衝撃的試し撮り 性癖をこじらせてプレステージに自らやって来た本物素人さん達の顛末。（2月16日、プレステージ）他出演:佐々波綾、安田亜衣 ほか
- えっちな女子○生の淫語かたりかけぐちゅぐちゅ連続絶頂ブルマオナニー（2月22日、アイエナジー）他出演:あおいれな、麻里梨夏、小谷みのり、七海ゆあ、椎名そら、涼海みさ、阿部乃みく、栄川乃亜、あべみかこ ほか
- すりすりスリップ スーパーウルトラデラックス（2月28日、フェ地下）他出演:森沢かな、一ノ瀬真紀子、桃瀬ゆり、香椎りあ、花咲いあん、南涼、冴島エレナ、春原未来、藤咲なお
- 照れる彼女をハメ撮りしちゃいました。（3月13日、S-Cute）他出演:愛瀬美希、裕木まゆ、ななせ麻衣、七瀬萌、NIMO
- 平均身長148cm 代々木で見つけたミニマムで無垢なお嬢さんに18cmメガチ○ポを素股してもらったらこんなヤラしい事になりました（4月12日、アイエナジー）他出演:前園ゆり、生田みく、瀬乃ひなた、栄川乃亜
- SEXの体位のリハーサルで、マ○コをラップでガードして素股をさせられ、狙ったのか偶然なのか、結局挿入されてナマ中出し!それでも「そんなの当たり前だから」と言われ泣き寝入りするしかないサディスティックヴィレッジの女AD 2（4月12日、サディスティックヴィレッジ）他出演:永井みひな、池上まひろ、天海こころ、あやね遥菜、桐山結羽、苑田あゆり、桃瀬ゆり、ひなみれん、前園ゆり
- 私でシコっておかしくなって（4月12日、MERCURY）※「佐々木薫子」名義
- 私、夫に秘密で義弟に性教育しています…（4月19日、グローリークエスト）
- 親に隠れてこっそり兄妹近親相姦 親の前ではわざと兄妹ゲンカ!しかし、実は兄妹以上の関係で2人きりになるとすぐに近親相姦セックスを始める! 10（4月19日、ゴールデンタイム）他出演:河原かえで、森苺莉、ひなた澪 ほか
- 強制的じゃないセルフイラマチオ 06 〜奥へ行くほど粘りまくる唾液が絡まる濃厚ストロークにただ身を任せる〜（4月20日、SEX Agent）他出演:あおいれな、桜木優希音、神波多一花、泉ののか、有坂つばさ、安田亜衣、秋吉花音
- スマホで撮った素人フェラ動画 〜テクノロジーと共にクオリティを増す。撮りたがりな変態達のコレクション〜（4月20日、SEX Agent）他出演:あおいれな、桜木優希音、ななせ麻衣、RISA、海空花、安田亜衣、有坂つばさ、浜崎なお
- 訪問先で媚薬チ○ポを即ハメされて抵抗するも絶頂が止まらない敏感女 〜ピザ屋、出張ヨガ、配達員、家事代行、生保レディ〜（4月26日、ナチュラルハイ）他出演:あおいれな、北川りこ、かなで自由、桜木優希音
- えっちな女子○生の淫語かたりかけぐちゅぐちゅ連続絶頂スク水オナニー（4月26日、アイエナジー）他出演:栄川乃亜、生田みく、黒瀬萌衣、七菜原ココ、あやね遥菜、夢乃美咲、なつめ愛莉、ななせ麻衣、君嶋真由、一ノ瀬恋、星奈あい、牧野れいな、紗藤まゆ、瀬乃ひなた、前園ゆり、咲坂花恋
- 「ひょっとしてそのプルンっと突き出したお尻はボクを誘惑してるの??」 2 高校で影の薄いボクの唯一の自慢は幼馴染が異様に可愛くてスタイルが良い事!そして何より幼い頃からボクの味方でいつも優しい!!そんな幼馴染は今でもボクの部屋に気軽に遊びに来る!しかも超無防備な格好で!!格好からして無防備なのに更にプルンっとお尻を突き出して無防備な体勢をするんです!そんな無防備に突き出した超神尻に超絶勃起!!気づいたら我慢できずに後ろからハードピストンで何度も何度も突き刺しあまりの気持ち良さに何度も中に出してしまいました!!何度も中に出していたら幼馴染も大興奮で大きな声で喘ぎはじめて逆に何度もボクに求めてきました!（5月7日、Hunter）他出演:星奈あい、高杉麻里 ほか
- 素人女子○生が水着に着替えて参加! ヌルヌル泡泡ソープ体験（5月10日、アイエナジー）他出演:栄川乃亜、夢乃美咲、宮沢ゆかり、生田みく
- 病弱キャラは濡れ場になると設定崩壊（5月11日、バルタン）
- ぶっちゃけ一番気持ちいい。 ぷにマン密着手コキ 〜にゅるんにゅるんのマン肉スライドに絶妙手圧、ここがチ●ポの楽園ですか?〜（5月18日、SEX Agent）他出演:あおいれな、神波多一花、桜木優希音、ななせ麻衣、有坂つばさ、杏璃さや、泉ののか
- ボクだけのご奉仕メイド（6月8日、クリスタル映像）
- 再婚相手の連れ子は美少女姉妹!! 初めて皆で川の字で寝る事に…発育途中の妹の身体に欲情が抑えられず、つい手が…ふと隣を見ると漏れ出る喘ぎ声に気づいた姉が股間に手を伸ばし身体をくねらせ…（6月15日、DOC）共演:かなで自由　他出演:枢木あおい、菊川みつ葉
- スイミングスクール併設競泳水着美女ばかりを狙うスポーツマッサージ店（6月22日、MAGIC）他出演:山本しゅり、椎葉みくる、星川凛々花
- 山奥県弩田舎郡炉利村 中出し乱交祭（7月1日、キチックス）共演:朝長ゆき、胡桃たえ、菊川みつ葉
- 一般男女モニタリングAV 徹底比較‼「愛情VS巨根」 仲良しカップル限定 30日間の禁欲生活をした素人女子大生と彼氏がプロAV男優と人生初の3P! セックスもオナニーも禁止されて感度が上がりきった彼女が求めたのは最愛の彼氏とのイチャラブよりも突然現れたデカチン男優と寝取られハードピストンセックス! 早漏彼女が彼氏にも見せたことのないアエギ顔で何度も迎える大絶頂は1度限りでは終わらない! 4組合計41イキ!（7月7日、ディープス）他出演:神宮寺ナオ、北川りこ ほか
- 新放課後美少女回春リフレクソロジー+ Vol.01（7月13日、宇宙企画）
- からかい上手の教え子とエッチしよっ♥ Vol.002（8月3日、ONEZ）
- 君色華奈レズ解禁!! レズ未経験の君色華奈が個人的に気になる女優の愛瀬美希を自宅に連れ込みガチ口説き。禁断の女優同士のプライベートでレズ解禁映像。（8月7日、ビビアン）共演:愛瀬美希
- イクイク♥早漏妹と排卵日子作り生活 ACT.009（8月10日、REAL）
- 制服待ち合わせデリヘル 素股中にヌルっと挿入 そのまま生中出し Vol.002（8月10日、BAZOOKA）他出演:美谷朱里、まなかかな、夢乃美咲
- ハプバー帰りのヤレず女子にデカチン勃起見せつけながら個人的な出来事を聞いてみた件（8月24日、SCOOP）他出演:跡美しゅり、はるかみらい、美谷朱里
- #生中出し出張メイドリフレ Vol.007（9月7日、ONEZ）
- 駆け出しタレントのうっかり!? あざとい舞台裏パンチラ 初々しい女の子たちの生パン&自前パンツ見放題!!（9月25日、アロマ企画）他出演:青井いちご、海空花、生田みく、西野はる、はるかみらい
- シロウト女子 個人撮影ハメ撮り日記(双方合意の上でハメてます) 妹系JD かなちゃん(自称)Bかっぷ（9月25日、シャーク）
- スク水で接客するハーレムソープ（10月11日、アイエナジー）共演:桜ちなみ、宮村ななこ、咲坂花恋、浅木真央
- 職場の仲良しグループを一網打尽! 家に連れて来ちゃった美少女たちをイタズラ三昧（10月11日、アイエナジー）共演:七栄ここ、夢乃美咲、生田みく、青羽ゆう
- デリヘル呼んだら昔好きだった女の子が…!! 気まずい雰囲気で恥ずかしそうに素股プレイをしているとぐちょ濡れマ●コにヌルッと生挿入! そのまま生中出しできるのか!?（10月12日、S級素人）他出演:凪沙ゆう、南あや
- クリトリスの形までクッキリわかる! イキまくりパンツ越しオナニー 2（10月13日、アロマ企画）他出演:あおいれな、涼海みさ、佐野あい、白鳥すず、上川星空
- ふとももユートピア 3（11月13日、アロマ企画）共演:はるかみらい　他出演:生田みく、藤川菜緒、新村あかり、海空花、北川りこ、新木さや
- 働く新卒社会人と性交。 VOL.008 (10月26日、BAZOOKA) 他出演:美谷朱里、水川かずは、はるかみらい
- ローアングルでベストアングル連発!! じっくり仰ぎ見るパンチラ（11月13日、アロマ企画）他出演:あおいれな、黒木いくみ、星咲伶美、まなかかな、杏野唯香、白鳥すず、上川星空、はるかみらい、真田美樹、藤川菜緒
- 妻の連れ子の初々しい躰に我慢できず手を出してしまい義理の娘を何度もイカせる近親中出しSEX（11月16日、DOC）他出演:星奈あい、石川祐奈、椎名美羽
- 令嬢調教 懐妊までの監禁凌辱… 地獄の30日間（11月25日、オーロラプロジェクト・アネックス）
- 巨乳全開で猛アピールしてくる僕の彼女の小悪魔妹（12月13日、アイデアポケット）共演:桃乃木かな
- 「イッた事ある?」遊びに来た先輩がボクの彼女を誘惑。 目を離すと「仁王立ちクンニ」された彼女がまさかの「イ・レ・テ!」 唖然とした僕の目の前でお構いなしの中出しセックス。（12月19日、ぐりーんあっぷる）他出演:一ノ瀬恋、紗々原ゆり、後藤里香
- AJOI 究極の完全主観オナニーサポートDVD Tバックパンツ挑発 2 Aromatic Jerk Off Instruction（12月25日、アロマ企画）他出演:皆野あい、あおいれな、宮村ななこ、愛里るい、水嶋アリス
- ラグジュOL ランチタイムにAV出演する働くオンナたち VOL.009（12月28日、BAZOOKA）他出演:桐谷なお、月乃なつき、並木杏梨

- スポーツジムのロッカーでインストラクターにセクハラをくり返された女性。最初は拒否していたのに日に日に興奮が増していき、自らピタパンにチ○ポを擦り付けるほど我慢ができなくなって中出しを求めてしまう!!（1月7日、お夜食カンパニー）他出演:NIMO、森はるら、浅見せな
- 【個人撮影】円女交際 最強美脚娘&イキすぎ変態ドM娘 黒パンスト生徒ラブホハメ撮り（1月7日、パコパコ団とゆかいな仲間たち）他出演:持田栞里
- 代々木で見つけた女子○生に18cmメガチ○ポを素股してもらったらこんなヤラしい事になりました。（1月10日、アイエナジー）他出演:北乃みれい、森はるら、成海夏季、赤渕蓮
- 自画撮り 挑発スケベ女子10名 ヌルヌルおま○こおっ開ろげ 指クリ!指ズボ! ひたすらオナニー狂い（1月15日、プリモ）他出演:葉月もえ、一ノ瀬恋、あおいれな、一ノ瀬梓、佐倉ねね、池内涼子、しほのちさ ほか
- お姉ちゃんが初クンニの快感でカマキリ挟みイキ!! ボクには超奥手で恥ずかしがり屋の姉がいるのですが、最近彼氏ができてなんだか様子がおかしい?そんな矢先「アソコを舐めてほしい…」と姉から衝撃のお願いが!?恥ずかしすぎて彼氏からのクンニを拒否していたのに、そろそろ断れなさそう…だから先にボクでクンニ体験して慣れようしている!?必死なお願いに負けて舐める事になったのですが…姉がめちゃくちゃ感じてるんですけど!?あんなに恥ずかしがっていたのに、と思ったらボクの頭をカマキリ挟みするほど超絶イキまくり!最終的にはボクのチ◯ポを挿れたがるほど淫乱女に豹変!（1月19日、Hunter）他出演:森はるら、葵千恵、神ユキ、高波奈々未
- 「おちん○ん、喉の奥まで挿れたら気持ちいいのかな…?」 幼馴染は喉奥が超性感帯!? 今ボクは女の子にフェラチオをされています…。 でもこの子は幼馴染!最近できた彼氏とラブラブらしいのですが、チ○ポを喉の奥まで挿れる勇気がなくてフェラの練習を頼んできたんです!!どうも喉奥まで挿れようとすると頭がぼーとしてくるとか?実際、喉奥までチ○ポをくわえた幼馴染は…目に涙を浮かべて「気持ちイイ…!」と豹変!これって、喉奥が超性感帯!?止めても幼馴染はアソコにチ○ポ!口には指を挿れたがるほど淫乱化!何度発射しても喉奥フェラでまた勃たされてヤラれてしまいました!（1月19日、Hunter）他出演:深田結梨、五十嵐星蘭、梨杏なつ、七海ゆあ
- 幼気な娘たちは中年オヤジの快楽玩具（2月8日、REAL）他出演:いろはめる、朝長ゆき、あべみかこ
- 常にべろチュウメンズエステ 2（3月7日、アイエナジー）他出演:紗藤あゆ、水嶋アリス、赤渕蓮
- 妹のゆったりワンピースからのパンツ&おっぱい同時チラ見えにフル勃起! こっちの気も知らず、いつもノーブラで無防備な部屋着の妹にボクはこっそり勃起しています!しかも、今日はゆったりしたワンピースだからパンチラだけじゃなくおっぱいも一緒にW丸見えでフル勃起!どうにもおさまらない勃起が妹にバレてしまい…（3月7日、ゴールデンタイム）他出演:水嶋アリス、一ノ瀬恋、神楽アイネ
- ぬるぬるスローオイルフェラ 2（3月13日、アロマ企画）他出演:神ユキ、今井麻衣、武藤あやか、真木今日子、葵百合香、七海ゆあ
- 素人男女観察! モニタリングAV 初めてのデカチン絶倫体験!! 街行く女子大生にどっきりモニタリング!童貞青年(のフリしたデカチン絶倫男!)の願望叶えられたら高額賞金!! 街行く女子大生にモテない草食男子(童貞)の悩みレクチャーを依頼!童貞のエロ妄想を叶えてあげると高額賞金が!それにつられて体を許していくと…草食男子の正体は童貞のフリしたデカチン絶倫男!!教えるつもりが逆にイカされまくりの女子大生!!ギンギンのチ○ポを激ピストンされ、中出しされても抵抗できないほどの絶頂状態に!!!（3月19日、お夜食カンパニー）他出演:水嶋アリス、星川凛々花、北川ゆず、河原かえで
- しゃぶり007 セックス後のやる気がないフニャちんをお掃除フェラで優しく舐めまわし2度ヌキする7人の天使たち（4月7日、パコパコ団とゆかいな仲間たち）他出演:はるかみらい、七海ゆあ、宮村ななこ、宮川ありさ、枢木あおい、持田栞里
- 五ツ星ch★★★★★ 連れ込みSEX隠し撮りSP ch.32（5月3日、プレステージ）他出演:浜崎真緒、冴木エリカ、長谷川由香、森川アンナ、坂咲みほ
- 今まではただの女友達だと思ってたけど「ボクには刺激が強すぎる例のセーター」を身に着けた瞬間…! 女友達と飲んでて終電を逃したのでボクの家で飲み直す事になった。ボクを男として見ていない彼女はパンチラも気にせず、苦しいからとブラまで取ってしまう有様。しかも寝る時に何かの景品で貰った「童貞の心惑わすスケベな例のセーター」を貸してあげると、かなりの露出度にも関わらず可愛い!と喜んで着てくれました。さすがにそれはエロ過ぎて思わず勃起!!彼女に勃起チ○ポを目撃され気まずい雰囲気の中そのままお互い寝る事に…。しかしドキドキして寝れない!眠れるわけがない!ボクの目の前にはもう半分見えてるおっぱいとお尻があるんです!我慢しきれず生乳を揉みしだいてると彼女から吐息とともにエッチな声が!「ダメダメ」と言われても耐えきれずパンツの中に手を入れるともうグチョグチョに濡れてるんです!すると彼女からキスを求められ、堪らずマ○コの中にも生チ○ポを挿れちゃいました!!（5月19日、Hunter）他出演:宮崎あや、香苗レノン、NIMO、さくらひより
- クラスメイトの女子と一泊二日同棲!? 2 学校帰り、家出してきたクラスメイトに遭遇。「一晩だけ泊めて…」とお願いされて仕方なく親には内緒で泊める事に…。でも、親に見つかりそうになって慌てて布団の中に隠れた彼女と超密着して堪らずフル勃起!最悪の状況!?が一変!勃起チ●コを掴んで「泊めてくれた御礼だよ♥」と…（6月19日、ゴールデンタイム）他出演:加藤ももか、水卜麻衣奈、長谷川まや
- 世話好きヤンキー娘がセックス指導しながらグチュグチュ連続絶頂指オナニー（6月20日、アイエナジー）他出演:MIRANO、丸山れおな、美浦あや、皆瀬杏樹、平手茜、水嶋アリス、紗藤あゆ、きみの雫、赤渕蓮
- 親に隠れてこっそり兄妹近親相姦 親の前ではわざと兄妹ゲンカ!しかし、実は兄妹以上の関係で2人きりになるとすぐに近親相姦セックスを始める! 11（9月7日、ゴールデンタイム）他出演:八尋麻衣、皆月ひかる、優梨まいな、佐久間恵美
- 友達と飲み会後、終電を逃して家に泊めた親友の彼女。 2 言葉巧みに口説いて、朝まで何度も…エッチをしたくなるくらいボクにハマっちゃいました!（10月7日、お夜食カンパニー）他出演:三船かれん、明海こう、今井夏帆
- 公園のトイレで…妊娠させなあかん（11月12日、MERCURY）
- 膝上25cmの制服とパンティーとフェラチオと（11月13日、アロマ企画）他出演:北乃みれい、月宮こはる、嗣永さゆみ、ふわり結愛、日向うみ、藤井林檎
- W奴隷 調教済み（12月5日、グローリークエスト）共演:渚みつき
- 黒パンスト美脚&神尻女子社員だらけの会社に男はボク1人! やっとの思いで転職できた会社は女子社員だらけで男はボク1人!常日頃から仕事が忙しく超欲求不満の女子社員だらけで完全にボクを狙っています。しかも全員ボクの大好きな黒パンスト着用の美脚&神尻なので仕事が手に付かずミス連発!!そんなダメ過ぎるボクは女子社員の前で勃起してしまい大ひんしゅく!と思ったら…今まで職場には女子社員しかいないから、ボクの勃起が新鮮で怒るどころか大興奮!!仕事ばかりで欲求不満の女子社員は下半身をムズムズさせながらチ○ポをねだってきた!黒パンスト足コキ&黒パンスト尻コキでチ○ポをしごかれこっそり社内でハメまくり!!何度もパンスト発射させられた後に中出しまで求められちゃいました!!（12月7日、Hunter）共演:通野未帆、三原ほのか、岬あずさ、浅見せな、藍原かれん
- 神パンスト 制服ロリ美少女の美脚を包んだ生ナマしいパンストを完全着衣でムレた足裏からつま先を味わい尽くす!顔騎や足コキ、時には中出し時にはお尻にコスってぶっかけとやりたい放題!発情させられた女の変態調教絶頂プレイを楽しむフェチAV（12月12日、親父の個撮）
- 「キスしてくれたら許してあげる!」 超絶キス魔な従妹に興奮が抑えきれず…!? 10年振りに会った従妹は驚くほど可愛くなっていたんだけど「私と結婚する約束憶えてる?」と昔した約束を大人になった今でも本気にしていて、はぐらかすと本気で怒ってしまい気まずい空気に!すると「キスしてくれたら許してあげる!」とまさかのお願い!少しぐらいなら…と唇が触れた瞬間従妹から思いっきり舌をねじ込んでくるベロチュー!!超絶キス魔だった従妹の舌使いに勃起を我慢できずにいると、チ○ポにも舌を絡ませてきてあまりの気持ち良さで我慢できず発射!ヤバイ!と思ったけどねっとりフェラ&キスで再勃起させられて中出し!これで終わったかと思いきや、またねっとりフェラ&キスで再勃起させられ全精力を奪われるまで中出ししてしまいました!!（12月19日、Hunter）他出演:加藤ももか、八尋麻衣、上川星空、成沢きさき

- そのプリンっと突き出したお尻にノックアウト!!超美尻いや神尻の義妹にバックで何度も中出ししちゃったボク!! 突然できた義妹は可愛くて超美尻!!しかも無防備だからパンチラ&胸チラしまくり!!当然ボクは勃起しまくり!!しかもわざとなのか偶然なのか超美尻をボクの目の前に突き出しているから我慢の限界!!気づいた時には義妹のパンツを下ろし何度も何度も後ろから突き刺してしまっていました!!初めは嫌がっていた義妹だけど何度も中出ししていたら気持ちよくなったのか、自分から求めるほどの淫乱女子に大変身!!逆に何度も求められちゃいました!!（1月19日、Hunter）他出演:近藤れおな、成沢きさき、冬愛ことね、愛波りりか
- レズビアンモルモット 〜肉欲熟女の美少女レズセックスマシーン改造計画〜（2月13日、U&K）共演:森下美緒
- 『お願いがあるの…パンツの上からだったら挿れてもセックスにならないと思うから…おち○ちん挿れて欲しい…』 姪っ子の綿パン割れ目にチ○ポをぶっ刺したら… 久しぶりにあった姪っ子は少しだけ大人になって少しだけエッチになってはいるけどボクから言わせればまだまだ子供…。でも、色気づいてちょっと危険な遊びをしたがる姪っ子はボクのエロ本や勃起チ○ポで大興奮!!自分の気持ちを抑えきれなくなり『パンツの上からその大きくて硬くなったおち○ちん挿れてみて…パンツの上からならセックスにならないでしょ?…だからお願い…』と言ってきた!パンツの上からでも割れ目くっきり綿パンごと、ボクの勃起チ○ポをねじ込んで欲しいって言われてぶち込んでみたけど、もはやこれはほぼセックス!ボクはもちろんの事、姪っ子も相当気持ち良かったらしく、更に発情!!『本当にセックスしたい!挿れて!』と言われて、まだまだ子供と思っていた姪っ子を何度も何度も抱いちゃいました!しかも中に出すまで許してくれないのでしっかりと中に出してやりました!（3月7日、Hunter）共演:小坂芽衣　他出演:宮沢ちはる、皆月ひかる、早美れむ
- 嫁の留守中に遊びに来た嫁の妹がゴロゴロ寝転んでTバック食い込みプリ尻を丸出し 思わずソソられ若い体をチラチラ見ている俺に気がついたのか小悪魔妹は更に体をすり寄せてきて、お姉ちゃんには内緒にしてあげるからエッチしていいよ、お姉ちゃんより私の方が良いじゃ無いと言ってきた!スリルを楽しむ妹に興奮マックス!!根本までハメテしまいました!（3月12日、SOSORU×GARCON）他出演:西宮紀香、唯乃光
- イマドキ女子大生の過激なセックスライフ（3月13日、宇宙企画）他出演:水谷あおい、西村春香、西城柊香
- 素人女子大生限定! パンティ素股でカチカチち●ぽがアソコに擦れて赤面発情! クロッチは恥ずかし汁まみれ!そのまま生で擦り合わせて、ヌルヌルワレメに結局つるんっと入って生中出し!! おっぱい・顔・敏感さオールSSS級ハイスペック女子大生だらけ編（4月10日、赤面女子）他出演:小梅えな、咲乃小春、佐知子、倉木しおり、八乃つばさ
- 女同士の寝取られルームシェア（4月25日、セレブの友）共演:月宮ねね、水谷あおい
- 首都圏素人女子大生（5月15日、S級素人）他出演:高美はるか、七瀬もな、月宮ねね
- 黒パンストの下半身が卑猥にクネるオナニー快楽 2（7月1日、セレブの友）他出演:永井マリア、あおいれな、波多野結衣、宮沢ちはる、有栖るる、宇佐木あいか、如月夏希、水谷あおい、月宮ねね、大浦真奈美、三船かれん、川原かなえ、赤瀬尚子、暁美紗子
- 史上最高レベルにかわいい素人10名 完全撮り下ろし永久保存版! 奥までズッポリ絶倫ピストン ディルドオナニー 3（7月10日、S級素人）他出演:深田みお、霧島レオナ、有村えりか、愛瀬るか、河西乃愛、向井藍、香坂みりな、小坂芽衣、新田みれい

- 妹売ります。 姉の彼氏を寝取る妹のNTR中出しセックスを隠し撮って勝手に発売。 調子に乗ってハメ撮りしてたので彼氏のスマホからデータも頂きました。（2月19日、DOC）他出演:百瀬あすか、若宮穂乃、雨宮もな
- カワイイ女子○生とエッチするために僕は教師になったんだ! 15 愛くるしい顔とピチピチスベスベで水も弾く肌に、発育中の微乳やまだまだ発育途中の巨乳のおっぱいに、ムチムチパツパツ揉みごたえ十分に成長したお尻を持つイマドキ女子○生とイチャイチャラブラブできるのは変態教師の僕の特権であり権利です!（2月25日、SWITCH）共演:希望光、花井しずく
- 妻の妹がこんなにエロいとは!? 同居している義妹の無防備な姿を盗撮してることがバレてしまい人生終了を覚悟してたら「もっとエッチなこと撮らせてあげよっか」と誘ってきた!?妹に寝取られちゃったボク…（3月19日、DOC）他出演:百瀬あすか、雨宮もな、若宮穂乃
- ウー●ー●ーツ美女配達員ガチナンパ! フッ軽だと尻軽!?なイマドキ女子を口説いてホテルでイートイン!からの生ハメ絶頂SEXデリバリー!（4月2日、DOC）他出演:森日向子、加茂なぎ、桜井千春
- 誰かに見られたらヤバイかな?バレそうなスリルに興奮して自慰行為を自撮りする性欲旺盛なAV女優22人の全力オナニー（5月2日、グローリクエスト）他出演:大槻ひびき、橋本れいか、笹倉杏、結まきな、愛波りりか、倉科もえ、水嶋アリス、美保結衣、咲々原リン、彩奈リナ、西田カリナ、若月みいな、妃月るい、美雲あい梨、佐知子、あずみひな、及川里香子、黛ユイ、七海ゆあ、深田結梨、小早川怜子
- 小悪魔女王蹂躙地獄 Episode-10:紅蓮のアマゾネス拷虐HOGTIED（6月25日、Baby Entertainment）
- SEXのハードルが高い世界 『キ…キス〜!?』 SEX自体が禁止されている世界で唇をマスクから出す事も、わいせつ物陳列罪として違法とされてるのに、キ…キス!? 『キス』と口に出すことも勇気がいる世の中なのに、ボクの友達は、ボクの目の前でクラスメイトの女子とぶちゅぶちゅとキスしまくってるんです。あああああ、ダメな事だとわかってるのに、キスしてる2人から、2人の唇から目が離せない!!気がつけば股間もパンパンに膨らんで、我慢汁も出まくり!「お前もしてみろよ」と彼はボクに言った。捕まってブタ箱に入るか、脳みそがトロけるような体験に身を投じるか、ああああああ、どうしよう!!絶対やっちゃイケない事だとわかってるのに、体がどうしようもなく欲してる!今ボクは犯罪を犯そうとしている!!（7月7日、Hunter）他出演:堀北わん、河奈亜依、芹奈りく
- 魔の媚肉激震貫通マシーン Part3 狂おしき絶頂地獄の操り人形たち（8月19日、Baby Entertainment）他出演:稲場るか、今井夏帆、東條なつ、望月あやか、泉りおん、大空七海
- M男大好き円光ギャルの僕を手玉に取る羞恥責めと濃密ペニバン性交（9月14日、MEGAMI）
- 「キミのアナル、イカセてあげる」ガチM男くんを手懐ける小悪魔痴女のアナル快楽責め 涼美ほのか（10月12日、M男パラダイス）
- 女上司のシコすぎるパンすと。（12月7日、DEEP’S）※オムニバス作品

- 素人コスプレイヤー 媚薬バイブ完堕ちアクメ!（1月4日、DEEP’S）※オムニバス作品

### VR
- 生中出し 出会って数秒で即挿入!（9月9日、ブイワンVR）
- 生中出し 連続2発射 ノーカットSEX（9月23日、ブイワンVR）
- ベロキス多めのぬぷぬぷ中出しSEX（11月8日、KMPVR）
- 密着度100% ボクのことが好きすぎる甘えんぼ彼女と超イチャらぶ永遠ループ中出し懇願セックス!（12月29日、SODクリエイト]）

- 濃厚レズキス 僕のチ○ポに気づかないほど夢中で舌を絡め合うふたり（1月12日、SODVR）共演:愛花みちる
- ラブイチャVR彼女 花音のフェラと騎乗位の虜に…（2月3日、ブイワンVR）
- もしも僕がモテモテだったらVR 夢の2重新婚生活（2月21日、宇宙企画）他出演:さくらみゆき
- 魅せつけVR 君色花音（3月1日、宇宙企画）
- 2人の美少女がチンポや金玉をベロベロ同時舐め、交互に生挿入&生中出し!（4月20日、逆3P VR）共演:琴水せいら
- ツンデレメイドと中出しエッチ! ボクのことを好き過ぎるご奉仕メイドとのなんともうらやましい日常。君色華奈（4月26日、CRYSTAL VR）
- 業界初! ナンパした女を連れ込み言葉巧みにVRで撮影。個人的に楽しむなんて嘘に決まってるwww 世界で唯一のVRハメ撮り師な俺が撮った映像放出 vol.3（4月27日、CASANOVA）※「かのん」名義
- 仮想現実ライブチャット KANONちゃんログイン中（7月27日、CASANOVA）
- 隣のワケアリ物件に引っ越してきたルームシェア女子大生たちに誘われたボク つり橋効果でラッキースケベ連発VR（7月27日、変態紳士倶楽部）共演:はるかみらい
- 転生したら男♂女♀の貞操観念が逆転した世界だった件 君色華奈（8月17日、KMPVR）
- 3DVRキス我慢決定戦 THE・DOCUMENT ーザ・ドキュメントー 制限時間90分ほぼノーカット1本勝負! 心を込めたガチ誘惑! 最後まで我慢出来たらゴム無し生★中出し! Vol.001 君色華奈（9月10日、KMPVR）
- おさわり禁止の健全なオイルマッサージ店で働いているロ●の激カワ女の子にお店にくるからと交渉しまくったら、そのままコッソリ本番生中出しさせてくれちゃいました。 君色花音（12月21日、AVVR）
- 【長尺】東京の大学に通う可愛い妹に「のぞき」がバレて脅され性奴隷になった僕。何度も唇を奪われキスをされディープスロートで寸止め… 騎乗位&背面騎乗位で豪快に腰を振りまくって何度もイキまくるスケベな妹、我慢できなくて中出ししちゃいました! 君色花音（12月28日、AVVR）

- ハズレなし!○○新地でひっそりと営業する伝説的ちょんの間風俗!都会では行えない非合法サービスの連続!更には超ハイクオリティな超絶美人遊女と精子が果てるまで楽しむことができる! 涼美ほのか（8月22日、KMPVR）
- 女体化VR（9月4日、KMPVR）※オムニバス作品
- クンニVR 3（9月6日、KMPVR）※オムニバス作品
- とある日のデキゴト。絶対領域。 小悪魔制服美少女にノリノリで痴女られたボク。涼美ほのか（9月25日、KMPVR-bibi-）
- 酔っぱらって動けなくなった友達の姉を密かに犯して生中出し 涼美ほのか（10月11日、KMPVR）
- お尻楽園（10月18日、KMPVR）※オムニバス作品
- リア充体験密着SEX 涼美ほのか（12月1日、4K VR）

- 上司だけど後輩の彼女をNTR 涼美ほのか（1月8日、KMPVR-bibi-）
- イカせるT尻VR Tバックと美尻と食い込みと! 2（5月20日、ROOKIE）※オムニバス作品
- ぴっちりデニム美尻VR お尻の形が浮き出るエロさ!スキニージーンズの美脚フェチ!（6月3日、ROOKIE）※オムニバス作品
- アナル観察 2（6月22日、KMPVR）※オムニバス作品
- 顔騎 3（11月26日、KMPVR）※オムニバス作品

## 書籍

### デジタル写真集
- 君色花音、貸します。 キカタン女優ハメ撮り写真集 vol.65（2020年8月4日、若生出版）
- 【個人撮影】涼美ほのか（2021年8月1日、hgg）